# نيلس ر. مولر
نيلس ر. مولر (بالنرويجية البوكمول: Nils R. Müller)‏ هو مخرج نرويجي، ولد في 17 يناير 1921 في شانغهاي في الصين، وتوفي في 6 مارس 2007 في أوسلو في النرويج.

## وصلات خارجية
- نيلس ر. مولر على موقع IMDb (الإنجليزية)
- نيلس ر. مولر على موقع ألو سيني (الفرنسية)
- نيلس ر. مولر على موقع أول موفي (الإنجليزية)
- نيلس ر. مولر على موقع قاعدة بيانات الأفلام السويدية (السويدية)
- نيلس ر. مولر على موقع قاعدة بيانات الفيلم (الإنجليزية)
- نيلس ر. مولر على موقع كينوبويسك (الروسية)